# Orthochirus flavescens
Espèce
Synonymes
- Butheolus flavescens Pocock, 1897
- Orthochirus luteipes Roewer, 1943

Orthochirus flavescens est une espèce de scorpions de la famille des Buthidae.

## Distribution
Cette espèce est endémique du Gujarat en Inde,. Elle se rencontre dans le Kâthiâwar.

## Description
Le mâle holotype mesure 28 mm.

## Systématique et taxinomie
Cette espèce a été décrite sous le protonyme Butheolus flavescens par Pocock en 1897. Elle est considérée comme une sous-espèce de Orthochirus pallidus par Birula en 1917 avant de retrouver son rang d'espèce en 1943.
Orthochirus luteipes a été placée en synonymie par Kovařík en 2004.

## Publication originale
- Pocock, 1897 : « Descriptions of some new species of scorpions from India. » Journal of the Bombay Natural History Society, vol. 11, p. 102–117 (texte intégral).